# 亞利桑那州第九國會選區
亞利桑那州第九國會選區（英語：Ninth Congressional District of Arizona）是美国亞利桑那州九個國會選區之一，始於2013年，包括州府鳳凰城至梅薩之間一帶。
該選區在2008年以後的總統選舉一直傾向支持民主黨。但目前該區的眾議員則為共和黨的保罗·戈萨尔，在此之前曾是柯尔丝滕·西内马，她是首位双性恋聯邦眾議員，也是第一位沒有申報宗教信仰的議員。

## 另見
- 2012年成立的選舉區
  - 佛罗里达州第26国会选区
  - 佛罗里达州第27国会选区
  - 德克薩斯州第33国会选区
  - 德克薩斯州第34国会选区
  - 德克薩斯州第35国会选区
  - 德克薩斯州第36国会选区
  - 喬治亞州第14国会选区
  - 華盛頓州第10国会选区
  - 南卡羅萊納州第7国会选区
  - 猶他州第4国会选区
  - 內華達州第4国会选区
  - 亞利桑那州第9国会选区
- 2012年裁撤的選舉區
  - 紐約州第28国会选区
  - 紐約州第29国会选区
  - 伊利諾州第19国会选区
  - 賓夕凡尼亞州第19国会选区
  - 俄亥俄州第17国会选区
  - 俄亥俄州第18国会选区
  - 密芝根州第15国会选区
  - 新澤西州第13国会选区
  - 麻薩諸塞州第10国会选区
  - 密蘇里州第9国会选区
  - 路易斯安那州第7国会选区
  - 艾奧瓦州第5国会选区